# Salle Verlat
De Salle Verlat (Zaal Verlat) was een galerie in de Belgische stad Antwerpen. De galerie was gelegen in de Twaalfmaandenstraat.
Deze zaal, tegenaan de Handelsbeurs, werd omstreeks 1877-78 gebouwd in opdracht van kunstschilder Karel Verlat. Het was bedoeld als expositiezaal voor de werken die waren ontstaan tijdens zijn Palestinareis, of die op studies gemaakt tijdens deze reis teruggingen. Nadien werd de houten loods een bekende ruimte voor onder meer kunsttentoonstellingen, openbare verkopen. Hierin was het een van de eerste in Antwerpen.

## Uit het palmares
- 1880 : Jan Van Beers en Emile Claus
- 1887 : Frans Hens : Congolese werken
- 1893 : Gerard, Edward en Jan Portielje
- 1895 : retrospectieve Theodoor Verstraete
- 1895 : Emile Claus
- 1894 : Georges Hobé, Georges Morren en Fernand Dubois
- 1895 : Theodoor Verstraete
- 1897 : 1° tentoonstelling De Scalden
- 1897 : Frans Mortelmans en Josuë Dupon
- 1900 : Henriette en Alice Ronner
- 1900 : 3° tentoonstelling De Scalden
- 1902 : Léon Delderenne
- 1904 : Frans Simons
- 1909 : Frans Mortelmans

Verder gebeurden er regelmatig openbare verkopingen van kunst en antiquiteiten :
- 1901 : nalatenschap kunstschilder Josephus Laurentius Dyckmans
- 1901 : nalatenschap kunstverzamelaar Guillaume Koninckx

Ook de Vereniging van Antwerpse Rozentelers (Cercle des Rosiéristes d’Anvers) hield er een tijd lang hun jaarlijkse tentoonstelling.